# Por mi nombre
Por mi nombre è un singolo del rapper argentino Duki, pubblicato il 21 agosto 2020 in collaborazione con i Club Hats.

## Tracce
1. Por mi nombre – 2:02